# LNFA Serie A 2021
La LNFA Serie A 2021 è la 27ª edizione del campionato di football americano di primo livello, organizzato dalla FEFA.

## Squadre partecipanti
| Club                   | Città               | Stadio | Sponsor ufficiale | Risultato nella stagione 2020 |
| ---------------------- | ------------------- | ------ | ----------------- | ----------------------------- |
| Badalona Dracs         | Badalona            |        | Lidertel          |                               |
| Fuengirola Potros      | Fuengirola          |        |                   |                               |
| Gijón Mariners         | Gijón               |        |                   |                               |
| Las Rozas Black Demons | Las Rozas de Madrid |        | LG OLED           |                               |
| Mallorca Voltors       | Palma di Maiorca    |        |                   |                               |
| Murcia Cobras          | Murcia              |        |                   |                               |
| Osos de Rivas          | Rivas-Vaciamadrid   |        |                   |                               |
| Zaragoza Hurricanes    | Saragozza           |        |                   |                               |

## Stagione regolare

### Calendario

#### 1ª giornata
| Gijón 12 dicembre 2020, ore 16:00 | Gijón Mariners | 14 – 27 referto | Osos de Rivas | Complejo Deportivo Las Mestas |

| Murcia 12 dicembre 2020, ore 17:00 | Murcia Cobras | 7 – 33 referto | Mallorca Voltors | Estadio José Barnés |

| Fuengirola 13 dicembre 2020, ore 12:00 | Fuengirola Potros | 8 – 41 referto | Las Rozas Black Demons | Polideportivo Elola |

| El Burgo de Ebro 13 dicembre 2020, ore 12:30 | Zaragoza Hurricanes | 6 – 51 referto | Badalona Dracs | Campo de Fútbol Municipal San Jorge |

#### 2ª giornata
| Sa Vileta-Son Rapinya 17 gennaio 2021, ore 12:00 | Mallorca Voltors | 35 – 13 referto | Zaragoza Hurricanes | Polideportivo Municipal de Son Moix |

#### 3ª giornata
| Gijón 30 gennaio 2021, ore 15:00 | Gijón Mariners | 0 – 10 referto | Fuengirola Potros | Complejo Deportivo Las Mestas |

| Murcia 30 gennaio 2021, ore 17:00 | Murcia Cobras | 14 – 17 referto | Zaragoza Hurricanes | Estadio José Barnés |

| Badalona 31 gennaio 2021, ore 12:00 | Badalona Dracs | 37 – 14 referto | Mallorca Voltors | Campo de Fútbol Badalona Sud |

#### 4ª giornata
| Murcia 13 febbraio 2021, ore 17:00 | Murcia Cobras | 33 – 52 referto | Osos de Rivas | Estadio José Barnés |

| Las Rozas de Madrid 13 febbraio 2021, ore 17:00 | Las Rozas Black Demons | 29 – 7 referto | Badalona Dracs | Campo de Rugby El Cantizal |

| El Burgo de Ebro 13 febbraio 2021, ore 18:00 | Zaragoza Hurricanes | 13 – 7 referto | Gijón Mariners | Campo de Fútbol Municipal San Jorge |

| Fuengirola 14 febbraio 2021, ore 12:00 | Fuengirola Potros | 34 – 42 referto | Mallorca Voltors | Polideportivo Elola |

#### Recuperi 1
| Rivas-Vaciamadrid 20 febbraio 2021, ore 16:00 | Osos de Rivas | 28 – 35 referto | Las Rozas Black Demons | Polideportivo Cerro del Telégrafo |

#### 5ª giornata
| Rivas-Vaciamadrid 27 febbraio 2021, ore 16:00 | Osos de Rivas | 49 – 12 referto | Gijón Mariners | Polideportivo Cerro del Telégrafo |

| Las Rozas de Madrid 27 febbraio 2021, ore 17:00 | Las Rozas Black Demons | 40 – 8 referto | Fuengirola Potros | Campo de Rugby El Cantizal |

| Badalona 28 febbraio 2021, ore 11:00 | Badalona Dracs | 41 – 13 referto | Zaragoza Hurricanes | Campo de Fútbol Badalona Sud |

| Sa Vileta-Son Rapinya 28 febbraio 2021, ore 12:00 | Mallorca Voltors | 36 – 0 referto | Murcia Cobras | Polideportivo Municipal de Son Moix |

#### Recuperi e anticipi 2
| Las Rozas de Madrid 6 marzo 2021, ore 17:00 | Las Rozas Black Demons | 35 – 0 referto | Gijón Mariners | Campo de Rugby El Cantizal |

| Murcia 6 marzo 2021, ore 17:00 | Murcia Cobras | 6 – 42 referto | Badalona Dracs | Estadio José Barnés |

#### 6ª giornata
| Gijón 13 marzo 2021, ore 16:00 | Gijón Mariners | 0 – 35 referto | Las Rozas Black Demons | Complejo Deportivo Las Mestas |

| Badalona 13 marzo 2021, ore 16:00 | Badalona Dracs | 21 – 13 referto | Murcia Cobras | Campo de Fútbol Badalona Sud |

| Fuengirola 14 marzo 2021, ore 12:00 | Fuengirola Potros | 0 – 52 referto | Osos de Rivas | Polideportivo Elola |

#### 7ª giornata
| Las Rozas de Madrid 27 marzo 2021, ore 17:00 | Las Rozas Black Demons | 48 – 36 referto | Osos de Rivas | Campo de Rugby El Cantizal |

| Sa Vileta-Son Rapinya 28 marzo 2021, ore 12:00 | Mallorca Voltors | 13 – 28 referto | Badalona Dracs | Polideportivo Municipal de Son Moix |

| Fuengirola 28 marzo 2021, ore 12:00 | Fuengirola Potros | 25 – 20 referto | Gijón Mariners | Polideportivo Elola |

| El Burgo de Ebro 28 marzo 2021, ore 12:30 | Zaragoza Hurricanes | 22 – 25 referto | Murcia Cobras | Campo de Fútbol Municipal San Jorge |

#### Recuperi 3
| Rivas-Vaciamadrid 10 aprile 2021, ore 16:00 | Osos de Rivas | 54 – 13 referto | Fuengirola Potros | Polideportivo Cerro del Telégrafo |

| El Burgo de Ebro 11 aprile 2021, ore 13:00 | Zaragoza Hurricanes | 36 – 21 referto | Mallorca Voltors | Campo de Fútbol Municipal San Jorge |

#### 8ª giornata
| Gijón 17 aprile 2021, ore 16:00 | Gijón Mariners | 14 – 36 referto | Zaragoza Hurricanes | Complejo Deportivo Las Mestas |

| Rivas-Vaciamadrid 17 aprile 2021, ore 17:00 | Osos de Rivas | 56 – 27 referto | Murcia Cobras | Polideportivo Cerro del Telégrafo |

| Badalona 18 aprile 2021, ore 11:00 | Badalona Dracs | 27 – 6 referto | Las Rozas Black Demons | Camp Municipal de Montigalà |

| Sa Vileta-Son Rapinya 18 aprile 2021, ore 12:00 | Mallorca Voltors | 28 – 21 referto | Fuengirola Potros | Polideportivo Municipal de Son Moix |

### Classifiche
Le classifiche della regular season sono le seguenti:
- PCT = percentuale di vittorie, G = partite giocate, V = partite vinte,  P = partite perse, PF = punti fatti, PS = punti subiti

#### Girone Ovest
| Pos. | Squadra                | PCT  | G | V | N | P | PF  | PS  |
| ---- | ---------------------- | ---- | - | - | - | - | --- | --- |
| 1    | Las Rozas Black Demons | .875 | 8 | 7 | 0 | 1 | 269 | 114 |
| 2    | Osos de Rivas          | .750 | 8 | 6 | 0 | 2 | 354 | 182 |
| 3    | Fuengirola Potros      | .250 | 8 | 2 | 0 | 6 | 119 | 277 |
| 4    | Gijón Mariners         | .000 | 8 | 0 | 0 | 8 | 67  | 230 |

#### Girone Est
| Pos. | Squadra             | PCT  | G | V | N | P | PF  | PS  |
| ---- | ------------------- | ---- | - | - | - | - | --- | --- |
| 1    | Badalona Dracs      | .875 | 8 | 7 | 0 | 1 | 254 | 100 |
| 2    | Mallorca Voltors    | .625 | 8 | 5 | 0 | 3 | 222 | 176 |
| 3    | Zaragoza Hurricanes | .500 | 8 | 4 | 0 | 4 | 156 | 208 |
| 4    | Murcia Cobras       | .125 | 8 | 1 | 0 | 7 | 125 | 279 |

## Playoff

### Tabellone
|  | Semifinali | Semifinali             | Semifinali |                |    | XXVII Spanish Bowl     | XXVII Spanish Bowl | XXVII Spanish Bowl |  |
|  |            |                        |            |                |    |                        |                    |                    |  |
|  | 1O         | Las Rozas Black Demons | 49         |                |    |                        |                    |                    |  |
|  | 1O         | Las Rozas Black Demons | 49         |                |    |                        |                    |                    |  |
|  | 2E         | Mallorca Voltors       | 14         |                |    |                        |                    |                    |  |
|  | 2E         | Mallorca Voltors       | 14         |                | 1O | Las Rozas Black Demons | 21                 |                    |  |
|  |            |                        |            |                | 1O | Las Rozas Black Demons | 21                 |                    |  |
|  |            |                        | 1E         | Badalona Dracs | 31 |                        |                    |                    |  |
|  | 1E         | Badalona Dracs         | 1E         | Badalona Dracs | 31 | 21                     |                    |                    |  |
|  | 1E         | Badalona Dracs         |            |                |    |                        |                    |                    |  |
|  | 2O         | Osos de Rivas          | 0          |                |    |                        |                    |                    |  |

### Semifinali
| Las Rozas de Madrid 1º maggio 2021, ore 17:00 | Las Rozas Black Demons | 49 – 14 referto | Mallorca Voltors | Campo de Rugby El Cantizal |

| Badalona 2 maggio 2021, ore 11:00 | Badalona Dracs | 21 – 0 referto | Osos de Rivas | Camp Municipal de Montigalà |

### XXVII Spanish Bowl
| Badalona 15 maggio 2021, ore 19:00 | Las Rozas Black Demons | 21 – 31 referto | Badalona Dracs | Campo de Fútbol Badalona Sud |

## Verdetti
- Badalona Dracs Campioni della Spagna 2021